# Christine of the Hungry Heart
Christine of the Hungry Heart es una película muda de 1924, dirigida por George Archainbaud. El guion se basa en una novela de Kathleen Norris. Como el título indica la historia se centra en una mujer que busca desesperadamente el amor, pero lo busca allí donde no va a encontrarlo, en un hombre alcohólico, en un mujeriego... etc.

## Elenco
- Florence Vidor: Christine Madison

- Clive Brook: Dr. Alan Monteagle

- Ian Keith: Ivan Vianney

- Warner Baxter: Stuart Knight

- Walter Hiers: Dan Madison

- Lillian Lawrence: Mrs. Michael Knight

- Dorothy Brock :Jeffy

## Otros créditos
- Color: Blanco y negro
- Sonido: Muda